# عاشق غریب
عاشق غریب (به گرجی: აშიკ-ქერიბი) فیلمی محصول سال ۱۹۸۸ به کارگردانی، سرگئی پاراجانف، کاگردان ارمنی-شورویایی است. این فیلم بر اساس داستان کوتاهی به همین نام عاشیق غریب از میخائیل لرمونتوف ساخته شده‌است. این فیلم، آخرین فیلم از پاراجانف بود که نیمه‌کار نماند و ساخت آن تکمیل شد. فیلم عاشق غریب، به آندری تارکوفسکی، دوست نزدیک پاراجانف تقدیم شده‌است که دو سال پیش از آن فوت کرده بود. فیلم همچنین صحنه‌هایی پر جزئیات از فرهنگ مردم ترک را به نمایش می‌گذارد.

## داستان
عاشق غریب قصد دارد با دختر مورد علاقه‌اش ازدواج کند، اما پدر مخالف ازدواج آنهاست، چون عاشق غریب فقیر است و پدر دختر انتظار مردان ثروتمند را برای «دختر از بهشت‌آمده‌اش» می‌کشد. دختر عهد می‌بندد که هزار روز و شب منتظر عاشق غریب بماند تا او با پول کافی برگردد و نظر پدرش را تغییر دهد. عاشق غریب برای بدست آوردن ثروت راهی سفری می‌شود و در راه با مشکلات فراوانی روبرو می‌شود، اما با کمک یک اسب‌سوار قدیس، در روز ۱۰۰۱ پیش معشوقه خود برمی‌گردد و آنها با هم ازدواج می‌کنند.

## سبک
داستان تا اندازه‌ای با فولکلور آذربایجانی روایت می‌شود که موسیقی و رنگ‌ها در آن نقشی اساسی دارند. دیالوگ‌ها اندک هستند و از نوشته‌ها برای روایت کردن داستان استفاده شده‌است. کارگردان از روی عمد تعدادی عنصر غیرتاریخی همانند دوربین فیلمبرداری و مسلسل در فیلم استفاده کرده‌است.